# Fabijan Komljenović
Fabijan Komljenović (* 16. Januar 1968 in Zagreb) ist ein ehemaliger kroatischer Fußballspieler.

## Karriere

### Verein
Komljenović spielte zu Beginn seiner Karriere bei Dinamo Zagreb. Über die Stationen HNK Rijeka, NK Zagreb und NK Istra Pula, wechselte er auf Leihbasis in der Saison 1993/94 zum Bundesligisten FC Schalke 04. Beim S04 hatte er zwei Kurzeinsätze. Am 32. Spieltag gegen VfB Leipzig und am 33. Spieltag gegen den MSV Duisburg wurde er von Trainer Jörg Berger jeweils eingewechselt. Anschließend ging er zurück in seine Heimat und wechselte danach nach Belgien zu KRC Genk und dem KRC Harelbeke. Nach Stationen bei NK Hrvatski dragovoljac und NK Marsonia Slavonski Brod, beendete er seine Spielerlaufbahn in Südkorea bei den Pohang Steelers.

### Nationalmannschaft
Unter Trainer Dražan Jerković absolvierte Komljenović sein einziges – wenn auch inoffizielles – Länderspiel für Kroatien. Beim 1:0-Sieg gegen Slowenien erzielte er den Siegtreffer.